# Dunaújváros FC
El Dunaújváros FC fue un equipo de fútbol de Hungría que alguna vez militó en la  NB I, la liga de fútbol más importante del país.

## Historia
Fue fundado en el año 1951 en la ciudad de Dunaújváros con el nombre Dunapentelei Vasas y desde ese entonces tuvo varios nombres en toda su historia, ya sea por patrocinadores o por razones de propiedad, los cuales han sido:
- 1951: Dunapentelei Vasas
- 1952: Sztálin Vasmű Építők
- 1954: Sztálinvárosi Vasas
- 1956: Dunapentelei Vasas
- 1957: Dunapentelei SC
- 1957: Sztálinvárosi Vasas
- 1959: Sztálinvárosi Kohász Sport Egyesület
- 1961: Dunaújvárosi Kohász Sport Egyesület
- 1990: Dunaferr Sport Egyesület
- 2003: Slant/Fint Dunaújváros
- 200?: Dunaújvárosi Kohász
- 200?: Dunaújváros Futball Club

Fue campeón de liga en 1 ocasión, único título ganado en su historia.
A nivel internacional participó en 3 torneos continentales, donde su mejor participación fue en la UEFA Champions League de 2000/01, donde fue eliminado en la Tercera Ronda por el Rosenborg de Noruega.
El equipo desapareció en medio de la Temporada 2008/09, durante el paro invernal en Europa, cesando por completo sus operaciones.

## Palmarés
- NB I: 1

1999/2000

## Participación en competiciones de la UEFA
- UEFA Champions League: 1 aparición

2001 - Tercera Ronda
- Copa UEFA: 2 apariciones

2001 - Primera Ronda
2002 - Ronda Preliminar

### Partidos
| Temporada | Torneo                | Ronda      | Club               | Casa | Visita | Global |
| --------- | --------------------- | ---------- | ------------------ | ---- | ------ | ------ |
| 2000/01   | UEFA Champions League | 2          | HNK Hajduk Split   | 2-2  | 2-0    | 4-2    |
| 2000/01   | UEFA Champions League | 3          | Rosenborg BK       | 2-2  | 1-2    | 3-4    |
| 2000/01   | Copa UEFA             | 1          | Feyenoord          | 0-1  | 1-3    | 1-4    |
| 2001/02   | Copa UEFA             | Preliminar | Olympiakos Nicosia | 2-4  | 2-2    | 4-6    |